# Ontinyent
Ontinyent – gmina w Hiszpanii, w prowincji Walencja, we wspólnocie autonomicznej Walencja, o powierzchni 125,43 km². W 2011 roku liczyła 37 140 mieszkańców.